# 비모음
비모음은 기류가 코와 입술을 따라 흐르는 모음을 가리킨다. 반의어는 구강 모음이다.

## 한글 표기
모음 한글 표기에 받침 ㅇ을 적는다. 예를 들어 ã은 '앙'으로 적는다. 단 ɛ̃은 '앵'으로 적는다.

## 같이 보기
- 비음화
- 모음
  - 전설 모음
  - 후설 모음